# Confessioni di un'ereditiera
Confessioni di un'ereditiera (titolo originale in lingua inglese Confessions of an Heiress: A Tongue-in-Chic Peek Behind the Pose) è un libro autobiografico pubblicato il 23 maggio 2004 da Paris Hilton e Merle Ginsberg.

## Trama
Paris Hilton racconta la propria vita e le proprie preferenze in fatto di musica, di moda, di cinema.

## Storia editoriale
(Paris Hilton)
Paris continuò la sua carriera da autrice col libro-diario Il tuo diario da ereditiera: confessa tutto a me, una sorta di seguito del libro Confessioni di un'ereditiera.

## Edizioni
- Paris Hilton, Merle Ginsberg, Confessioni di un'ereditiera (brossura), 1ª ed., TEA, 2005  [23 maggio 2004], ISBN 88-502-0945-2.